# Дворец Абдин
Дворец Абдин (араб. قصر عابدين‎) — исторический дворец в Каире, одно из официальных мест жительства и основное рабочее место президента Египта. Располагается близ улицы Каср Эль-Нил, в восточной части города.
Строительство началось в 1863 году и продолжалось в течение 10 лет. Официально дворец был открыт в 1874 году. Стоимость постройки дворца достигла 700 000 египетских фунтов плюс ещё 2 миллиона фунтов ушло на его внутреннюю отделку.
Во дворце 500 комнат. Верхние этажи дворца (где прежде размещались жилые помещения королевской семьи) сохранены в первозданном виде для посещения иностранными гостями. На остальных этажах располагаются музеи: Королевский семейный музей, Президентский музей подарков, Музей оружия, Исторический музей документов и др.
Дворец Абдин считается[кем?] одним из самых роскошных дворцов в мире. В коллекции дворца много украшений, картин, часов и других предметов, многие из которых украшены чистым золотом. Построенный для того, чтобы стать официальной резиденцией египетского правительства вместо Цитадели Каира (которая была центром египетского правительства начиная со Средневековья), этот дворец использовался для официальных событий и церемоний.

## Галерея

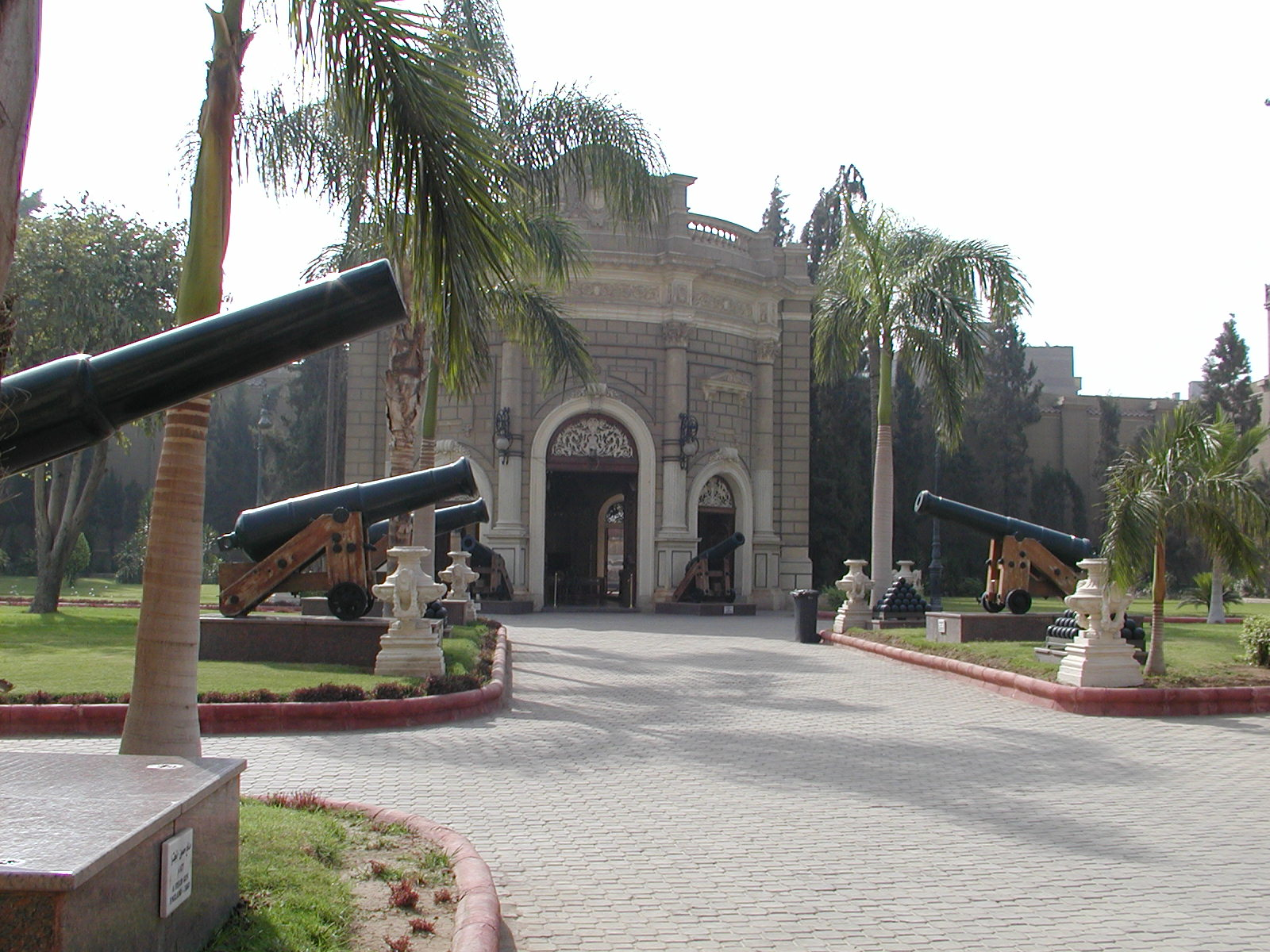
Пушечная экспозиция перед входом в музей.
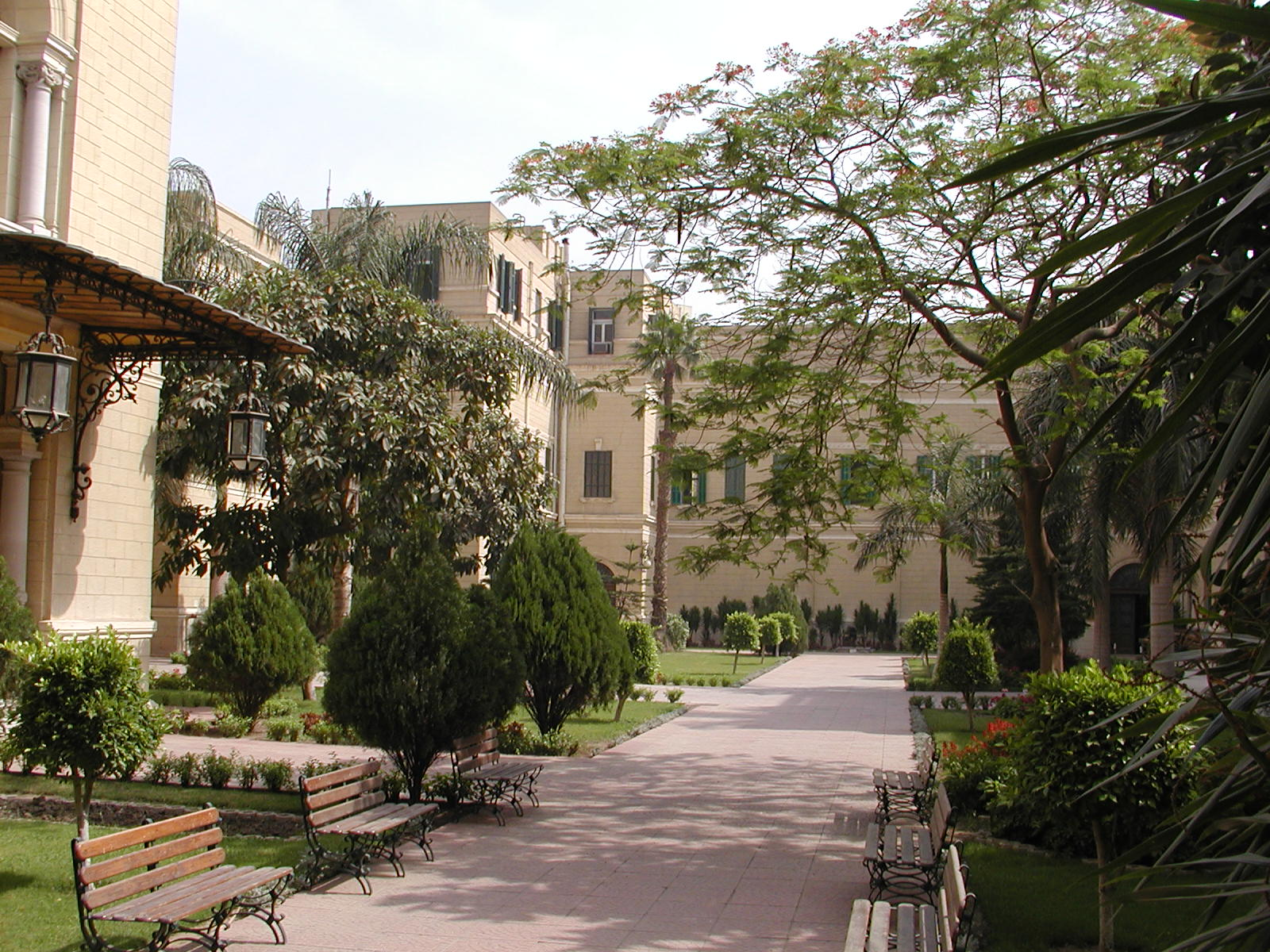
Парк на территории дворца.
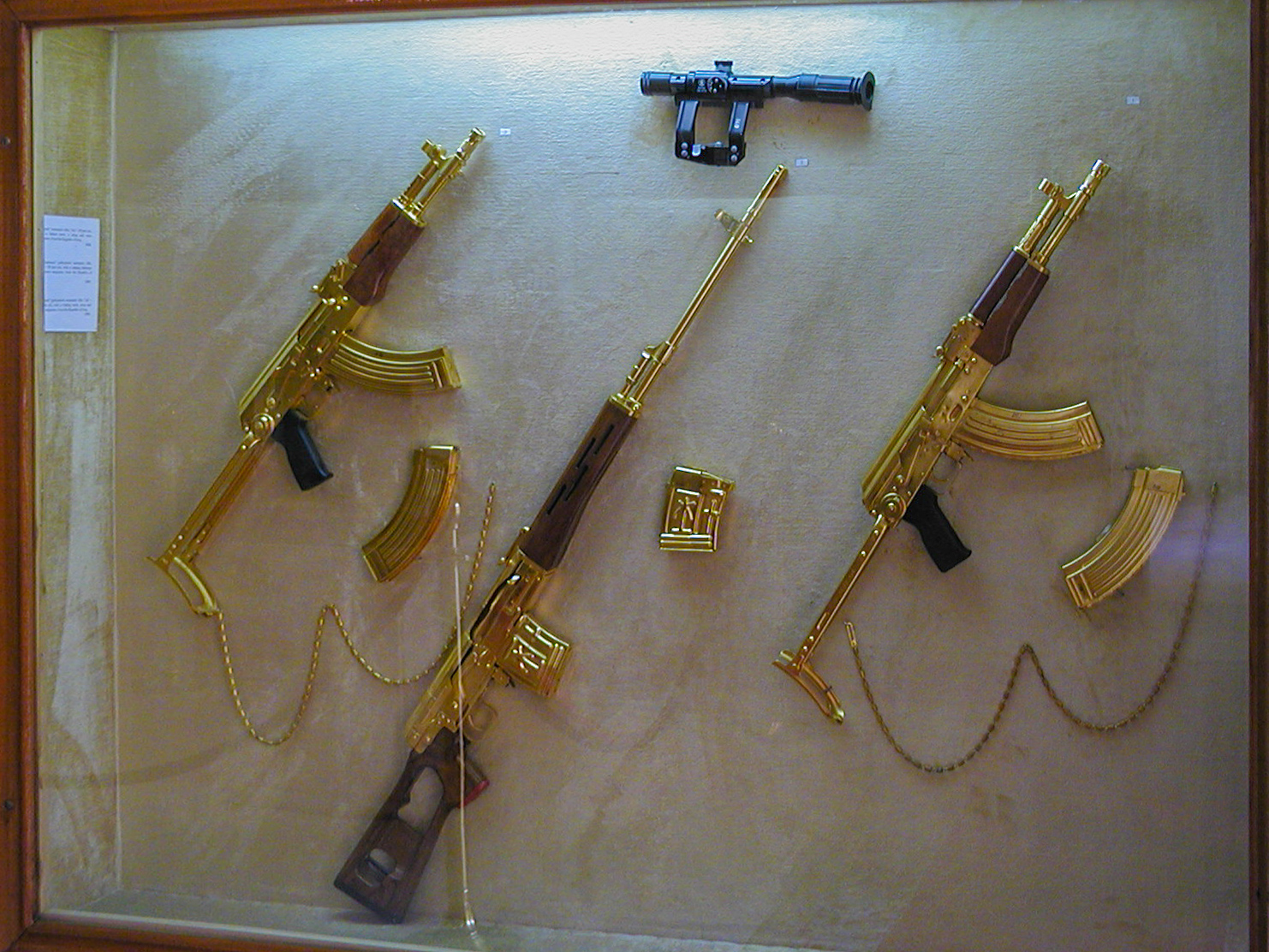
Стенд с позолоченными автоматами «Табук» и винтовкой «Аль-Кадисия»
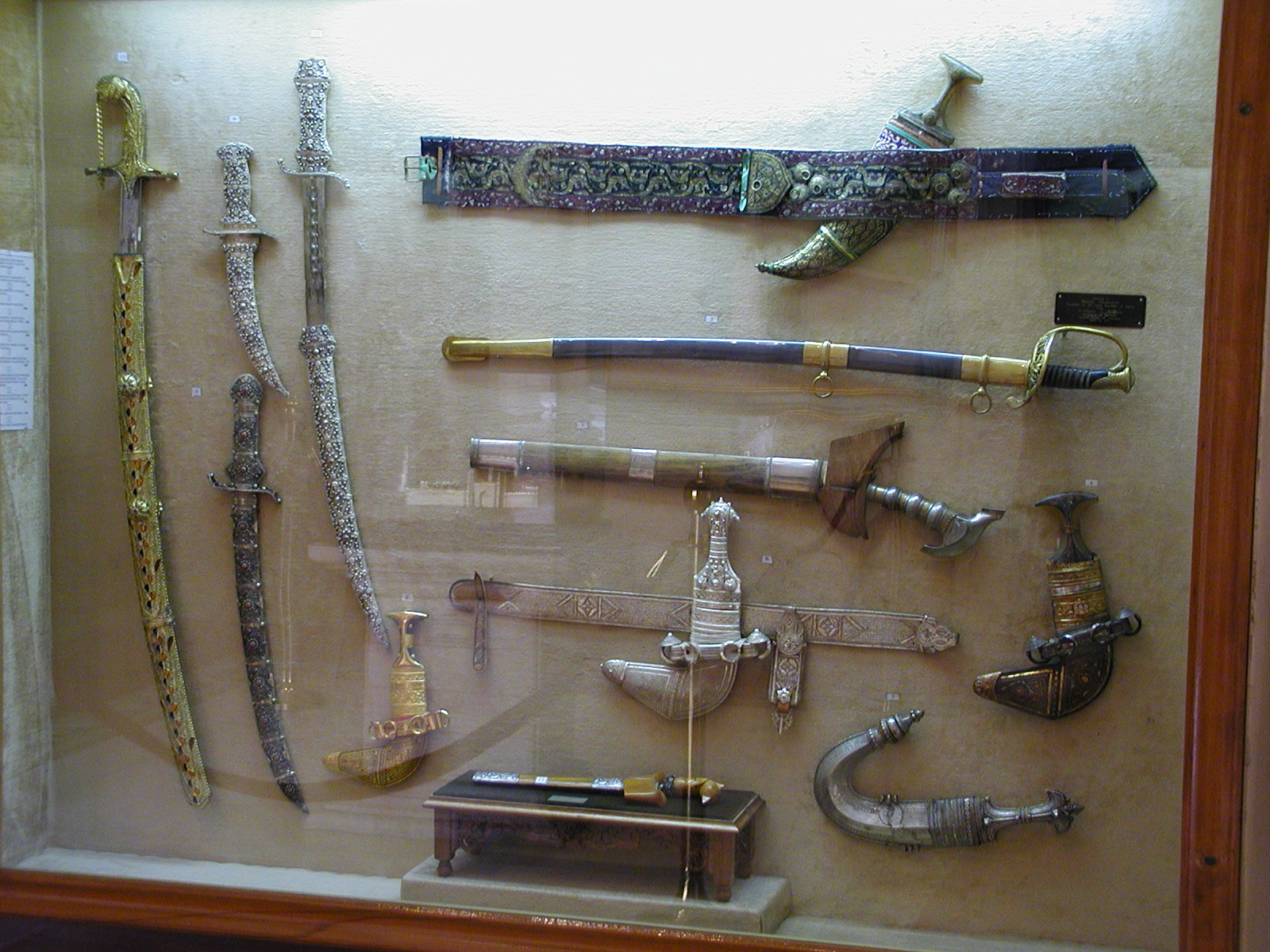
Коллекция холодного оружия.
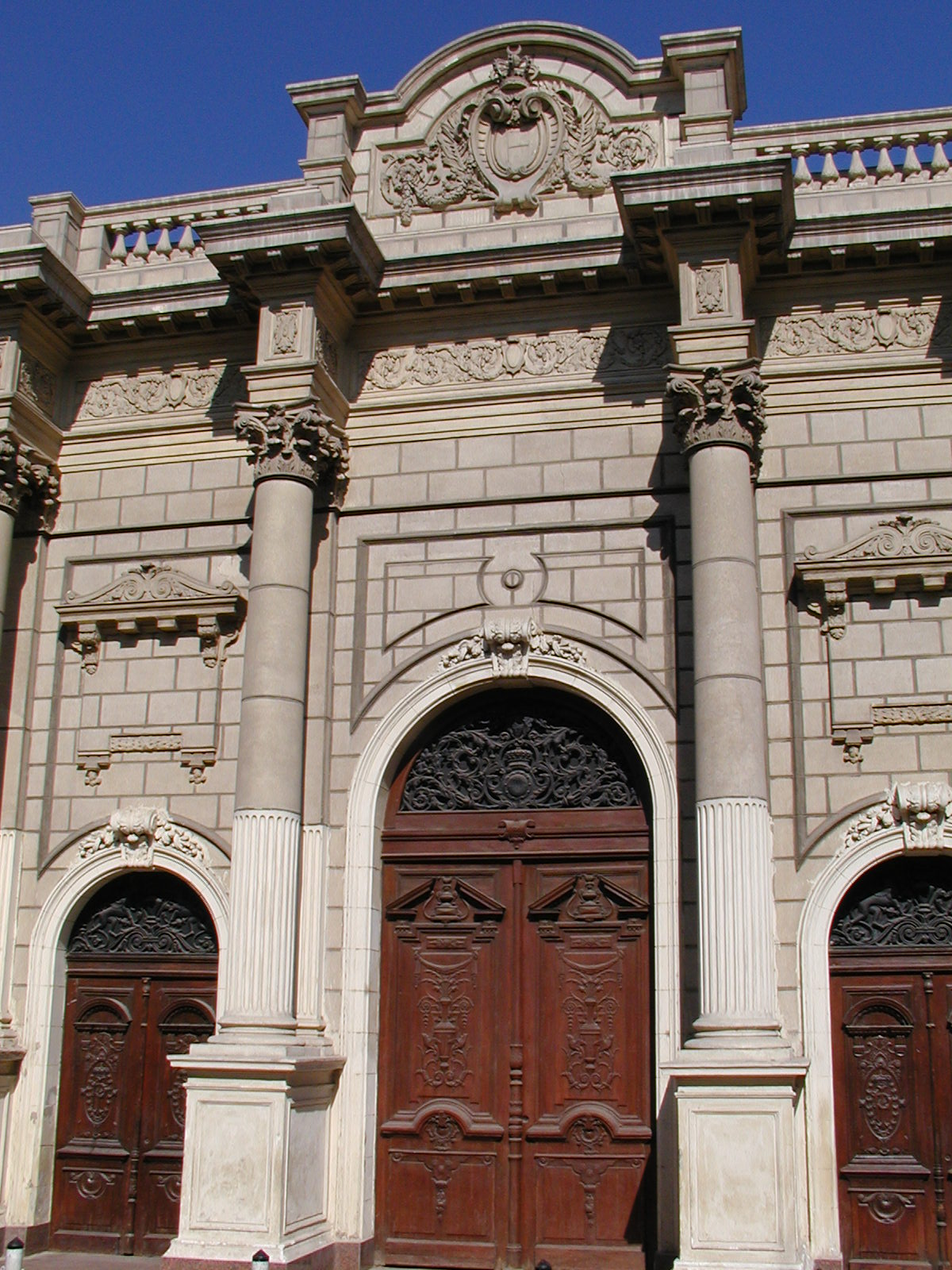
Вход в музей.
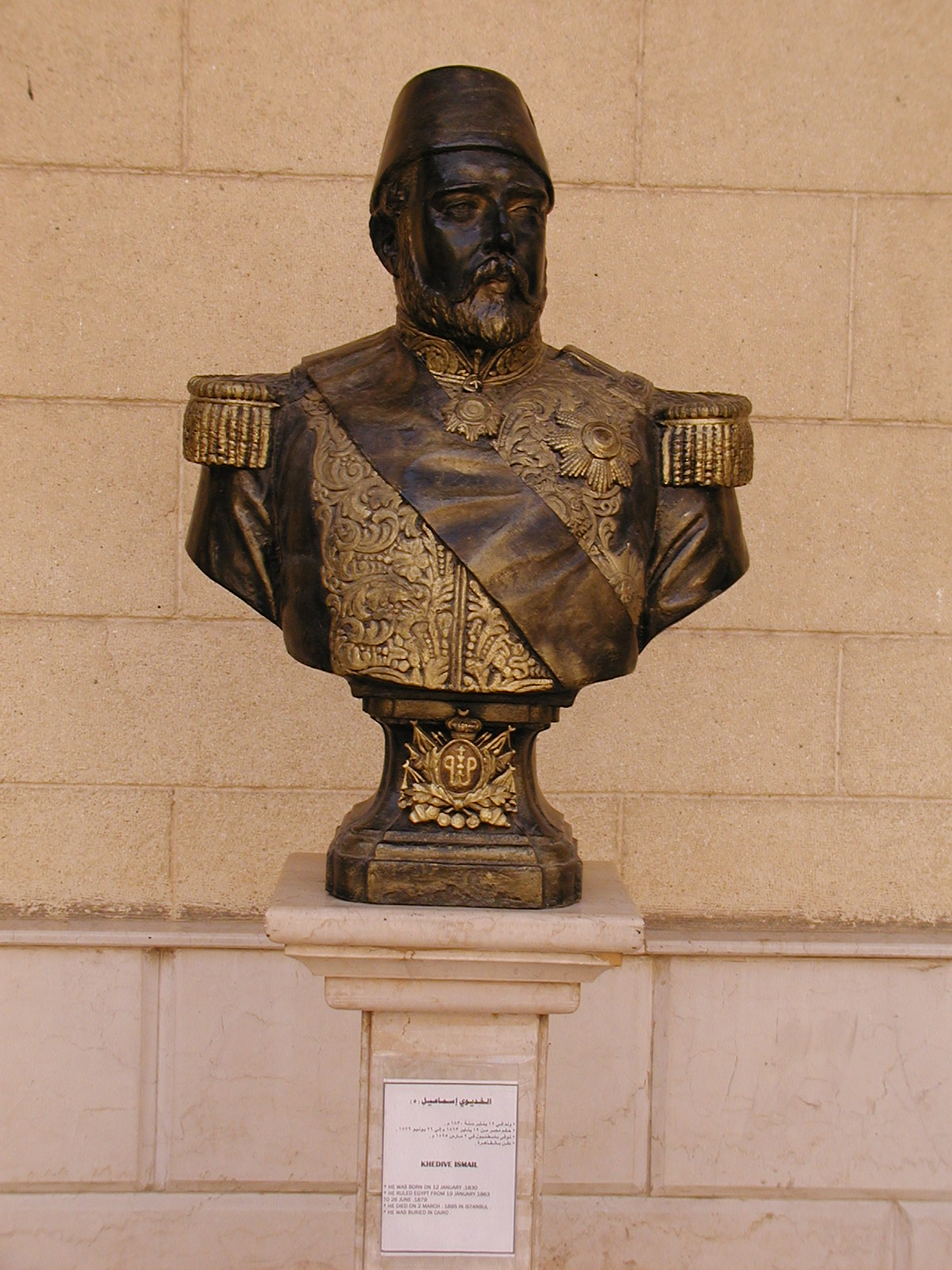
Бюст Хедив Исмаила.
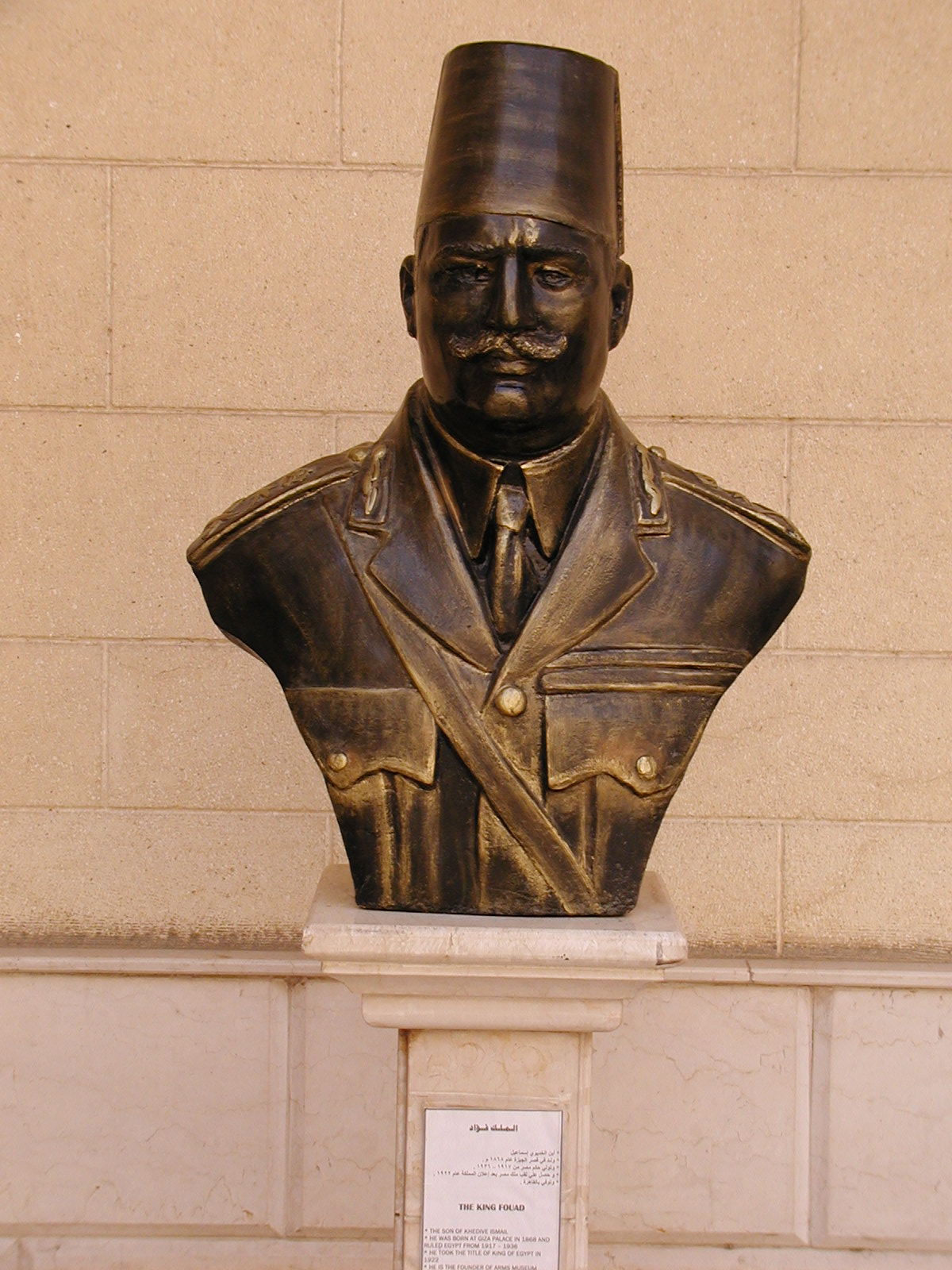
Бюст египетского паши Ахмеда Фуада I.
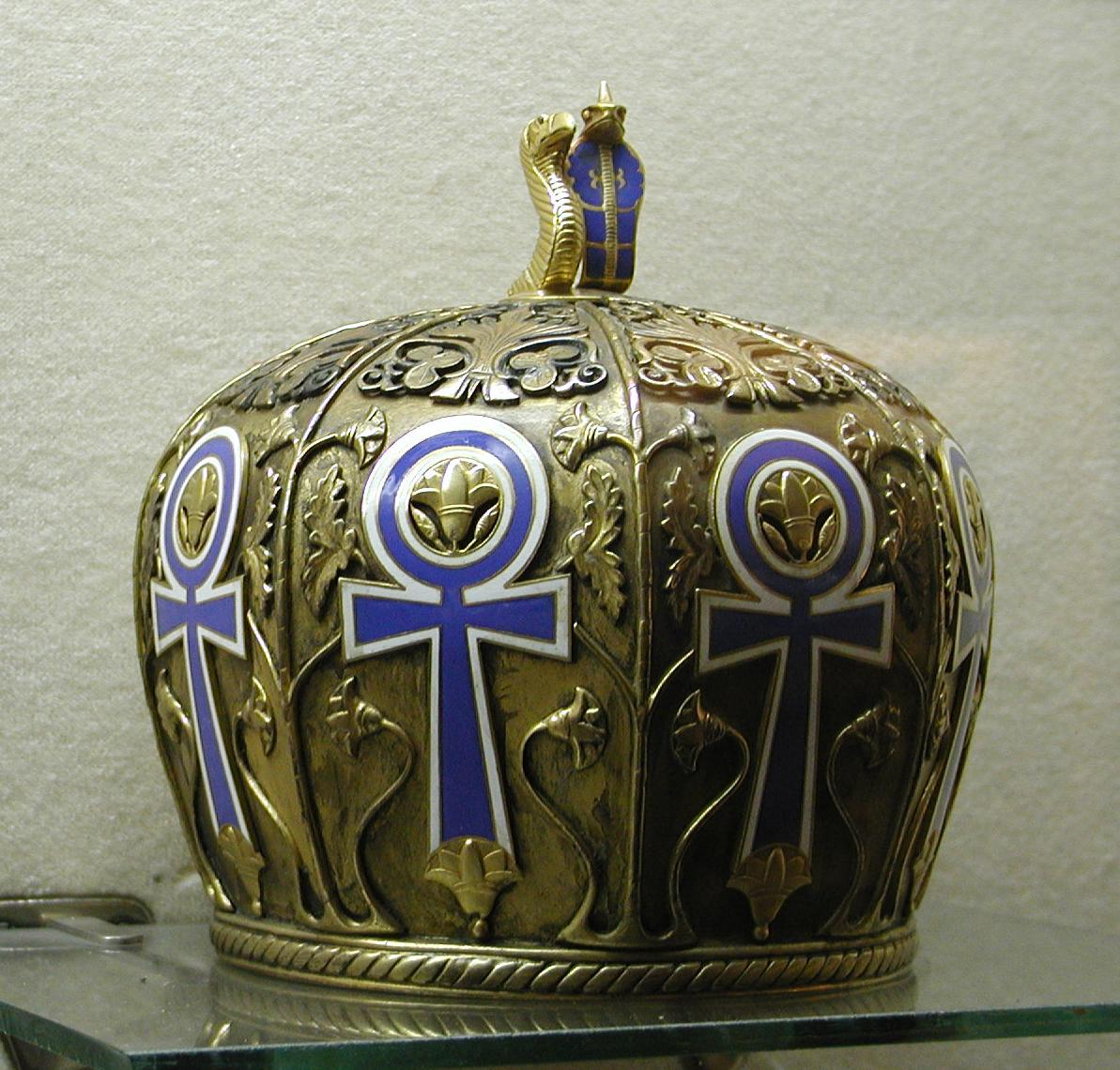
Корона фараона.
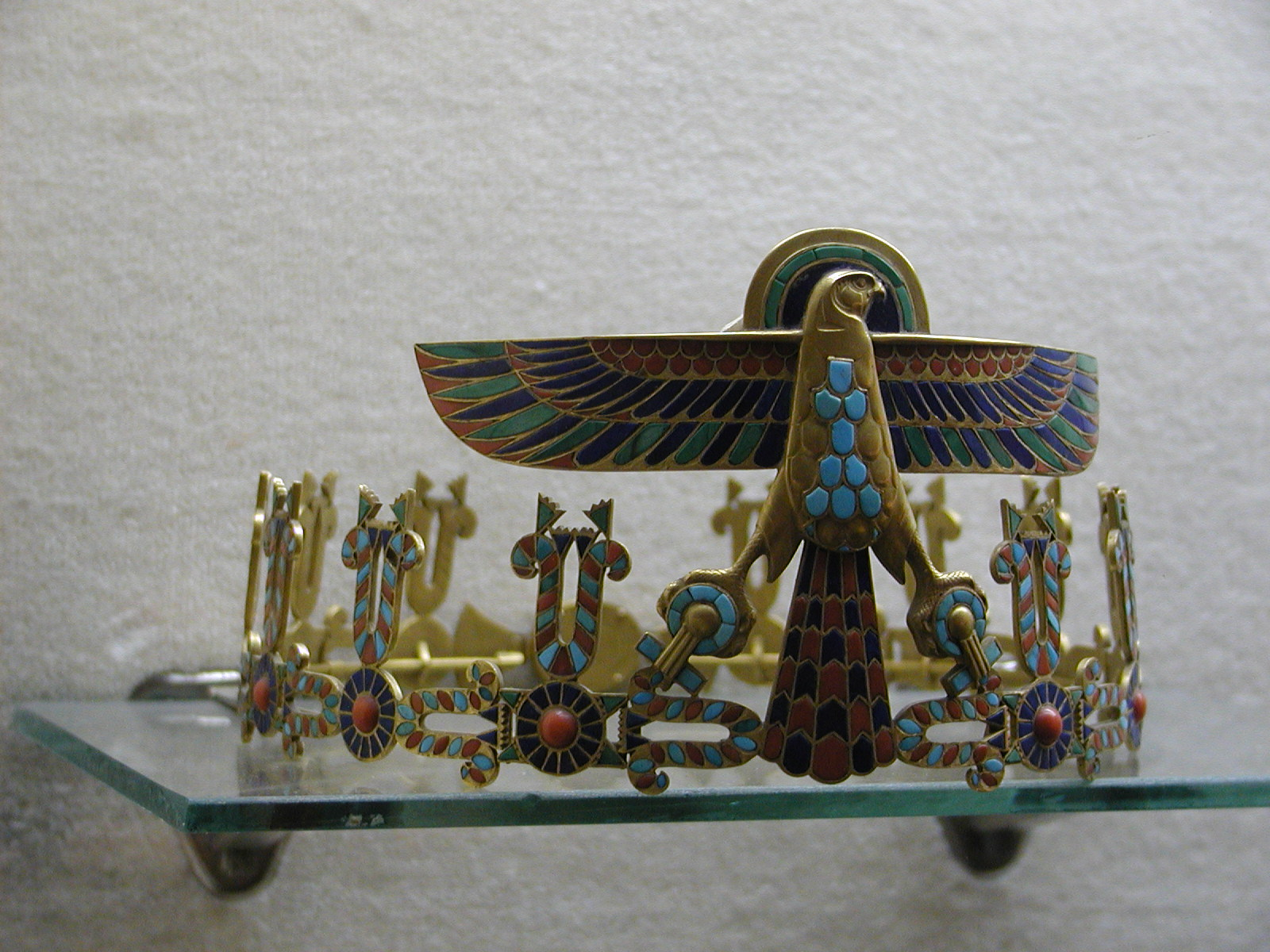
Корона фараона.